# Lista do Patrimônio Mundial na China
A Organização das Nações Unidas para a Educação, a Ciência e a Cultura (UNESCO) propôs um plano de proteção aos bens culturais do mundo, através do Comité sobre a Proteção do Património Mundial Cultural e Natural, aprovado em 1972. Esta é uma lista do Patrimônio Mundial existente na China, especificamente classificada pela UNESCO e elaborada de acordo com dez principais critérios cujos pontos são julgados por especialistas na área. A China, que ocupa atualmente o epicentro de uma grande efusão cultural e política que influenciou grandemente o continente asiático desde a Antiguidade e até a Idade moderna, ratificou a convenção em 12 de dezembro de 1985, tornando seus locais históricos elegíveis para inclusão na lista.
Atualmente, a China compreende 59 sítios listados como Patrimônio Mundial, dos quais 40 são de interesse Cultural, 15 são de interesse Natural e 4 são de interesse Misto (mesclando atribuições culturais e naturais). Atualmente, a China figura como o país do mundo com a segunda maior quantidade de locais inscritos na lista do Patrimônio Mundial, superado apenas por Itália (que possui 60 sítios listados). O sítio Monte Tai, local de culto ancestral dos imperadores chineses na província de Shandong, tornou-se o primeiro bem do país inscrito na lista em 1987. O sítio mais recente é Eixo Central de Beijing, inscrito em 2024. Todos os sítios estão localizados em território chinês, com exceção do sítio Rota da Seda: a Rede de Rotas do Corredor Chang'an-Tianshan (inscrito em 2014) que é compartilhado com o Cazaquistão e Quirguistão. 
Além dos sítios listados como Patrimônio Mundial, a China abriga diversos documentos históricos inscritos no programa Memória do Mundo que registra o patrimônio documental da humanidade. Além disso, a China possui um rico patrimônio intangível, diversos deles inscritos na lista do Patrimônio Cultural Imaterial da Humanidade. 

## Bens culturais e naturais
A China conta atualmente com os seguintes sítios declarados como Patrimônio Mundial pela UNESCO:
| | Monte Tai |
| Bem misto inscrito em 1987. |           |
| Localização: Shandong |           |
| Local de culto imperial durante dois milênios, este monte sagrado abriga obras-primas da arquitetura e arte perfeitamente harmonizadas com seu entorno natural. Símbolo de civilizações e crenças da China antiga, o Monte Taishan foi sempre uma fonte de inspiração aos artistas e autores deste país (UNESCO/BPI) |           |

| | Sítio do Homem de Pequim em Zhoukoudian |
| Bem cultural inscrito em 1987. |                                         |
| Localização: Pequim |                                         |
| Situado a 42 quilômetros ao sudoeste de Pequim, este sítio segue sendo objeto de excavações arqueológicas e estudos científicos. Aqui foram descobertos primeiro os restos do sinanthropus pekinensis que viveu no Pleistoceno médio, acompanhados de diversos objetos. Posteriormente, foram encontrados restos do homo sapiens que remontam ao um período compreendido entre os anos 18 mil e 11 mil a.C. Este sítio abriga um testemunho excepcional não somente das sociedades do continente asiático em tempos muito remotos, mas também da evolução humana. (UNESCO/BPI) |                                         |

| | Mausoléu do Primeiro Imperador Qin |
| Bem cultural inscrito em 1987. |                                    |
| Localização: Shaanxi |                                    |
| Neste sítio arqueológico, descoberto apenas em 1974, há, sem dúvida, milhares de estátuas a serem desenterradas. Aqui jazem as tal mortais de Qin – o primeiro unificador da China, morto em 210 a.C. – no centro de um conjunto monumental que reproduz o layout urbano de sua capital, Xianyan. O imperador está cercado por um exército de guerreiros de terracota que se tornaram famosos em todo o mundo. Esses personagens, todos diferentes, e seus cavalos, tanques e armas, são obras-primas do realismo e constituem um testemunho histórico de valor inestimável. (UNESCO/BPI) |                                    |

| | A Grande Muralha da China |
| Bem cultural inscrito em 1987. |                           |
| Localização: Gansu |                           |
| No ano 220 a.C., o primeiro imperador Qin Shin Huang ordenou a junção de todos os ramos de fortificações construídas anteriormente, criando um sistema defensivo coerente contra as invasões dos povos do Norte. As obras de edificação da Grande Muralha prosseguiram até a Dinastia Ming (1368-1644), tendo como resultado a mais gigantesca obra de engenharia militar de todos os tempos. Seu grande valor arquitetônico é comparável a sua importância histórica e estratégica. (UNESCO/BPI) |                           |

| | Grutas de Mogao |
| Bem cultural inscrito em 1987. |                 |
| Localização: Gansu |                 |
| As 429 células e santuários rochosos de Mogao estão localizados em um antigo local estratégico na Rota da Seda, que foi o cruzamento de um comércio próspero e a intersecção de várias correntes religiosas, culturais e intelectuais. As cavernas são famosas por suas estátuas e pinturas murais que representam um milênio de arte budista. (UNESCO/BPI) |                 |

| | Palácios Imperiais das Dinastias Ming e Qing em Pequim e Shenyang |
| Bem cultural inscrito em 1987; estendido em 2004. |                                                                   |
| Localização: Liaoning / Pequim |                                                                   |
| Sede do poder supremo por mais de cinco séculos (1416-1911), a Cidade Proibida em Pequim tem jardins paisagísticos e cerca de 10.000 quartos com móveis e obras de arte que são um testemunho inestimável da civilização chinesa nos tempos das dinastias Ming e Qing. O Palácio Imperial Qing em Shenyang é composto por um grupo de 114 edifícios construídos entre 1625 e 1783. Possui uma grande biblioteca e é um importante testemunho da fase de fundação da última dinastia reinante na China, antes de estender seu domínio em direção ao centro do país e mudar sua capital para Pequim. Com a transferência da capital, o sítio de Shenyang tornou-se uma residência anexa ao palácio imperial em Pequim. A arquitetura notável de seus edifícios fornece um testemunho histórico excepcional não apenas da Dinastia Qing, mas também das tradições culturais dos Manchus e de outros povos do Norte da China. (UNESCO/BPI) |                                                                   |

| | Montanhas Huangshan |
| Bem cultural inscrito em 1990. |                     |
| Localização: Anhui |                     |
| Huangshan, a mais bela montanha da China, foi celebrada por artistas e literatos durante grande parte da história do país (por exemplo, no estilo "montanha e água" de Shanshui em meados do século XVI). A sua grandiosa paisagem de rochas e picos graníticos emergindo de um mar de nuvens continua a exercer o mesmo poder de fascínio hoje em muitos viajantes, poetas, pintores e fotógrafos que vêm em peregrinação para visitá-la. (UNESCO/BPI) |                     |

| | Região de Interesse Panorâmico e Histórico de Huanglong |
| Bem cultural inscrito em 1992. |                                                         |
| Localização: Sichuan |                                                         |
| Localizada a nordeste da província de Sichuan, a região de Huanglong possui um maciço montanhoso com picos cobertos por neve perpétua e a geleira mais oriental da China. Às suas belas paisagens montanhosas são adicionados ecossistemas florestais altamente variados, espetaculares formações cársticas, cachoeiras e fontes termais. A região abriga algumas espécies de animais ameaçados de extinção, como o panda gigante e o macaco dourado de nariz arrebitado. (UNESCO/BPI) |                                                         |

| | Região de Interesse Panorâmico e Histórico de Jiuzhaigou |
| Bem cultural inscrito em 1992. |                                                          |
| Localização: Sichuan |                                                          |
| O tortuoso Vale Jiuzhaigou se estende por uma área de 72.000 hectares no norte da província de Sichuan. Possui ecossistemas florestais muito variados, devido ao fato de que suas encostas às vezes atingem alturas superiores a 4.800 metros. Suas paisagens magníficas são caracterizadas pela presença de cadeias de estreitos cones cársticos e cachoeiras espetaculares. O vale é o lar de 140 espécies de pássaros e algumas espécies de plantas e animais ameaçadas de extinção, como o panda gigante e o takin de Sichuan. (UNESCO/BPI) |                                                          |

| | Região de Interesse Paisagístico e Histórico de Wulingyuan |
| Bem cultural inscrito em 1992. |                                                            |
| Localização: Hunan |                                                            |
| Este sítio na província de Hunan cobre uma área de mais de 26.000 hectares. Possui mais de 3.000 pilares e picos de arenito de quartzo, muitos dos quais com mais de 200 metros de altura. Os seus numerosos rios, desfiladeiros e grandes remansos de água, bem como a presença de cerca de 40 grutas e duas imensas pontes naturais, conferem à paisagem uma beleza extraordinária. Além disso, a região abriga inúmeras espécies vegetais e animais em perigo de extinção. (UNESCO/BPI) |                                                            |

| | Residência de Montanha e Templos Vizinhos em Chengde |
| Bem cultural inscrito em 1994. |                                                      |
| Localização: Hebei |                                                      |
| Uma residência montanhosa, o palácio de verão da dinastia Qing na província de Hebei, foi construído entre 1703 e 1792. É uma vasta coleção de edifícios palacianos, administrativos e cerimoniais, templos com arquitetura altamente diversa e jardins imperiais sutilmente harmonizados. com uma paisagem de lagos, prados e florestas. Além de seu interesse estético, a residência de montanha Chengde constitui um importante testemunho histórico da última fase do desenvolvimento da sociedade feudal na China. (UNESCO/BPI) |                                                      |

| | Conjunto de Edificações Antigas nas Montanhas Wudang |
| Bem cultural inscrito em 1994. |                                                      |
| Localização: Hubei |                                                      |
| Os palácios e templos que formam o núcleo deste complexo de edifícios civis e religiosos são um exemplo excepcional das realizações arquitetônicas e artísticas das dinastias Yuan, Ming e Qing. As encostas das montanhas Wudang (província de Hubei) e seus vales panorâmicos formam a paisagem ao redor do local, que possui antigas construções taoístas do século VII e foi estruturado como um complexo monumental na época da dinastia Ming (séculos XIV a XVII). Os edifícios antigos de Wudang são representativos do alto grau de perfeição da arquitetura e das artes chinesas ao longo de um milênio. (UNESCO/BPI) |                                                      |

| | Conjunto Histórico do Palácio de Potala em Lassa |
| Bem cultural inscrito em 1994; estendido em 2000 e 2001. |                                                  |
| Localização: Tibete |                                                  |
| O Palácio de Potala, residência de inverno do Dalai Lama desde o século VII, é um símbolo do budismo tibetano e seu papel na administração tradicional do Tibete. O complexo do palácio - que fica na Montanha Vermelha, no centro do vale de Lhasa, a uma altitude de 3.700 metros - inclui o Palácio Branco, o Palácio Vermelho e seus anexos. Também fazem parte do local o Monastério do Templo de Jokhang, um complexo religioso budista excepcional também construído no século VII, e o Palácio Norbulingka, a residência de verão do Dalai Lama construída no século XVIII e uma obra-prima da arte tibetana. A beleza e originalidade da arquitetura destes monumentos, a sua rica ornamentação e a sua harmonização com a admirável paisagem envolvente, acrescentam ao seu interesse histórico e religioso. (UNESCO/BPI) |                                                  |

| | Templo e Cemitério de Confúcio e Mansão da Família Kong em Qufu |
| Bem cultural inscrito em 1994. |                                                                 |
| Localização: Shandong |                                                                 |
| O templo, o cemitério e a casa da família do grande filósofo, político e educador Confúcio (séculos VI a 5 a.C.) estão localizados em Qufu, uma cidade na província de Shandong. Destruído e reconstruído ao longo dos séculos, o templo erguido em sua memória em 478 a.C.. hoje tem mais de cem edifícios. O cemitério abriga o túmulo do filósofo e os restos mortais de mais de 100.000 de seus descendentes. A casa original da família Kong foi convertida ao longo do tempo numa mansão aristocrática de enormes proporções, da qual restam 152 edifícios. Os monumentos de Qufu preservaram seu extraordinário caráter artístico e histórico, graças à devoção de sucessivos imperadores que exerceram o poder na China por mais de dois milênios. (UNESCO/BPI) |                                                                 |

| | Parque Nacional de Lu Shan |
| Bem cultural inscrito em 1996. |                            |
| Localização: Jiangxi |                            |
| Localizado na província de Jiangxi, o local do Monte Lushan é um dos berços espirituais da civilização chinesa. Aqui, vários templos budistas e taoístas, bem como importantes centros do confucionismo, onde professores eminentes ensinavam, se fundem em uma paisagem de beleza deslumbrante. A beleza da paisagem inspirou inúmeros artistas que elaboraram a visão estética da natureza típica da cultura chinesa. (UNESCO/BPI) |                            |

| | Zona Paisagística do Monte Emei e Grande Buda de Leshan |
| Bem cultural inscrito em 1996. |                                                         |
| Localização: Sichuan |                                                         |
| Foi aqui, na bela paisagem do Monte Emei, na província de Sichuan, que o primeiro templo budista da China foi construído no século I. A multiplicação subsequente de templos tornou este local um dos lugares sagrados mais importantes do budismo. Ao longo dos séculos, tesouros culturais se acumularam nela. O mais impressionante é o Grande Buda de Leshan esculpido no século VIII. Esta imagem esculpida na encosta de uma colina, com vista para a confluência de três rios de seus 71 metros de altura, é a maior estátua de Buda do mundo. O Monte Emei também se distingue pela grande diversidade de sua flora, que vai desde as plantas típicas das zonas de vegetação subtropical até as florestas de coníferas subalpinas, onde se encontram árvores com mais de 1.000 anos. (UNESCO/BPI) |                                                         |

| | Cidade Antiga de Lijiang |
| Bem cultural inscrito em 1997. |                          |
| Localização: Yunnan |                          |
| Perfeitamente adaptado à topografia irregular de um local de importância comercial e estratégica, a Cidade Antiga de Lijiang preservou uma paisagem urbana histórica de grande qualidade e autenticidade. Sua arquitetura notável integra elementos de várias culturas que se fundiram ao longo dos séculos. Lijiang também tem um sistema de abastecimento de água antigo, altamente complexo e engenhoso que continua a funcionar de forma eficaz. (UNESCO/BPI) |                          |

| | Cidade Antiga de Pingyao |
| Bem cultural inscrito em 1997. |                          |
| Localização: Shanxi |                          |
| Fundada no século XIV, Pingyao é um exemplo excepcionalmente bem preservado de uma cidade Han tradicional. Seu tecido urbano é altamente representativo de cinco séculos de evolução dos estilos arquitetônicos e do urbanismo na China imperial. Construída no final do século XIX e no início do XX, os seus imponentes edifícios bancários despertam particular interesse e lembram que, naquela época, Ping Yao era o mais importante centro bancário do país. (UNESCO/BPI) |                          |

| | Jardins Clássicos de Suzhou |
| Bem cultural inscrito em 1997; estendido em 2000. |                             |
| Localização: Jiangsu |                             |
| A arte paisagística clássica da China, que tenta recriar paisagens naturais em miniatura, está excepcionalmente representada nos nove jardins da histórica cidade de Suzhu. Situados entre os séculos XI e XIX, esses jardins são obras-primas do paisagismo universalmente reconhecidas e seu design meticuloso reflete o significado metafísico da beleza da natureza na cultura chinesa. (UNESCO/BPI) |                             |

| | Palácio de Verão, Jardim Imperial em Pequim |
| Bem cultural inscrito em 1998. |                                             |
| Localização: Pequim |                                             |
| Construído em 1750, quase todo destruído durante a Guerra de 1860 e reconstruído sobre suas fundações em 1886, o Palácio de Verão de Pequim é uma obra-prima da arte paisagística chinesa. Os elementos feitos pelo homem - pavilhões, palácios, câmaras, templos e pontes - foram perfeitamente adaptados à paisagem natural de colinas e lagoas. Esta adaptação resultou na criação de um complexo monumental harmonioso e extraordinário no plano estético. (UNESCO/BPI) |                                             |

| | Templo do Céu, altar imperial de sacrifício em Pequim |
| Bem cultural inscrito em 1998. |                                                       |
| Localização: Pequim |                                                       |
| Fundado na primeira metade do século XV, o Templo do Céu é um majestoso conjunto de santuários construídos entre jardins e rodeados por pinheiros centenários. A sua disposição geral e a de cada um dos seus edifícios simbolizam a relação entre o céu e a terra, a essência da cosmogonia chinesa e o papel especial desempenhado pelos imperadores nessa relação. (UNESCO/BPI) |                                                       |

| | Monte Wuyi |
| Bem cultural inscrito em 1999. |            |
| Localização: Fujian |            |
| A região do Monte Wuyi é a área de conservação da biodiversidade mais importante no sudeste da China, servindo como refúgio para inúmeras espécies remanescentes, muitas das quais são endêmicas. A serena beleza dos desfiladeiros espetaculares do Rio dos Nove Cotovelos com seus numerosos templos e mosteiros - alguns deles em ruínas - foi o cenário do nascimento do Neoconfucionismo. Propagada a partir daqui, essa doutrina teve grande influência nas culturas do Leste Asiático a partir do século XI. No século I a.C., a cidade vizinha de Chengcun era uma importante capital administrativa da Dinastia Han. Suas sólidas paredes abrigam um sítio arqueológico de grande importância. (UNESCO/BPI) |            |

| | Esculturas Rupestres de Dazu |
| Bem cultural inscrito em 1999. |                              |
| Localização: Chongqing |                              |
| As encostas íngremes da região montanhosa de Dazu são o lar de um conjunto excepcional de gravuras rupestres, que datam dos séculos IX a XIII. Essas obras rupestres destacam-se pelo valor estético, pela riqueza de seus temas religiosos e profanos, e também pela luz que lançam sobre o cotidiano chinês da época. Além disso, eles são um expoente extraordinário da síntese harmoniosa entre o Budismo, o Taoísmo e o Confucionismo. (UNESCO/BPI) |                              |

| | Túmulos Imperiais das Dinastias Ming e Qing |
| Bem cultural inscrito em 2000; estendido em 2003 e 2004. |                                             |
| Localização: Jiansu / Pequim |                                             |
| Este local foi ampliado com a adição de três túmulos da dinastia Qing aos túmulos Ming, já inscritos na Lista do Patrimônio Mundial em 2000 e 2003. Os três túmulos imperiais de Yongling, Fuling e Zhaoling, localizados na província Liaoning, foram construídas no século XVII para abrigar os restos mortais dos membros fundadores da Dinastia Qing e seus ancestrais. Sua construção foi regida pelos preceitos da geomancia tradicional chinesa e pela teoria do desenho de espaços vitais (fengshui). Eles são ricamente ornamentados com estátuas de pedra, baixos-relevos e cerâmicas com motivos de dragão, ilustrando o surgimento da arquitetura funerária na época de Qing. Nos três túmulos, que formam verdadeiros complexos arquitetônicos com suas múltiplas construções, os elementos tradicionais das dinastias reinantes anteriores na China se misturam às novas contribuições da civilização manchu. (UNESCO/BPI) |                                             |

| | Grutas de Longmen |
| Bem cultural inscrito em 2000. |                   |
| Localização: Henan |                   |
| As Grutas e Nichos de Longmen abrigam a maior e mais impressionante coleção de obras de arte da Dinastia Wei do Norte e da Dinastia Tang (316-907). Inspiradas exclusivamente na religião budista, essas obras são um exemplo magnífico do apogeu da arte da escultura rupestre na China. (UNESCO/BPI) |                   |

| | Cidades históricas do Sul do Anhui - Xidi e Hongcun |
| Bem cultural inscrito em 2000. |                                                     |
| Localização: Anhui |                                                     |
| As duas aldeias tradicionais de Xidi e Hongcun preservaram o aspecto característico das populações rurais, muitas das quais desapareceram ou foram transformadas no século passado. O traçado das ruas, a sua arquitetura e ornamentação, bem como a rede geral de abastecimento de água para as casas, são relíquias únicas do passado da sua espécie. (UNESCO/BPI) |                                                     |

| | Monte Qingcheng e Sistema de irrigação de Dujiangyan |
| Bem cultural inscrito em 2000. |                                                      |
| Localização: Sichuan |                                                      |
| A construção do sistema de irrigação Dujiangyan começou no século III a.C., mas ainda continua a regular as águas do rio Minjiang e distribuí-las pelas planícies férteis de Chengdu. O Monte Qingcheng é o berço do Taoísmo e possui uma série de templos antigos que comemoram o nascimento desta doutrina. (UNESCO/BPI) |                                                      |

| | Grutas de Yungang |
| Bem cultural inscrito em 2001. |                   |
| Localização: Shanxi |                   |
| Este sítio está localizado próximo à cidade de Datong, na província de Shanxi. Suas 252 cavernas, adornadas com 51.000 estátuas, representam uma personificação excepcional da arte rupestre budista na China nos séculos V e VI. As chamadas Cinco Grutas, feitas por Tan Yao com uma unidade rigorosa de layout e design, são uma obra-prima clássica do apogeu da arte budista na China. (UNESCO/BPI) |                   |

| | Áreas Protegidas dos Três Rios Paralelos de Iunã |
| Bem cultural inscrito em 2003. |                                                  |
| Localização: Iunã |                                                  |
| Localizado na parte montanhosa do noroeste da província de Yunnan, este local é composto por oito grupos de áreas protegidas que se encontram dentro do Parque Nacional dos Três Rios Paralelos. Tem uma área de 1.700.000 hectares e cobre seções do curso superior de três grandes rios da Ásia: o Yangtze, o Mekong e o Salwin, que correm por gargantas de até 3.000 metros de profundidade e são ladeadas por picos de mais de 6.000 metros alto, coroado por neve perpétua. Além disso, este local constitui um epicentro excepcional da biodiversidade na China e é uma das regiões temperadas do mundo com a maior diversidade biológica. (UNESCO/BPI) |                                                  |

| | Capitais e Túmulos do Antigo Reino de Koguryo |
| Bem cultural inscrito em 2004. |                                               |
| Localização: Liaoning / Jilin |                                               |
| Este local inclui os vestígios arqueológicos de três cidades - Monte Wunu, Guonei e Monte Wandu - e 40 tumbas, nas quais foram enterrados 14 soberanos e 26 nobres. Todos esses vestígios pertencem à cultura Koguryo, que leva o nome da dinastia que reinou a partir de 277 a.C. até 668 DC em uma parte do norte da China e na metade norte da Península Coreana. As escavações na cidade de Mount Wunu foram realizadas apenas parcialmente. A cidade de Guonei, cujas ruínas estão no perímetro da moderna cidade de Jilin, serviu como uma capital secundária depois que os Koguryo transferiram sua capital principal para Pyongyang. Outra das capitais do reino do Koguryo, a cidade de Monte Wandu, possui inúmeros vestígios, incluindo um vasto palácio e 37 tumbas. Alguns desses mausoléus têm telhados altamente aperfeiçoados que foram concebidos para cobrir amplos espaços sem a necessidade de colunas, e também para suportar o enorme peso da pedra ou do monte de terra (túmulo) que foi colocado no topo. (UNESCO/BPI) |                                               |

| | Centro Histórico de Macau |
| Bem cultural inscrito em 2005. |                           |
| Localização: Macau |                           |
| Macau, um próspero porto comercial de grande importância estratégica no comércio internacional, foi administrado pelos portugueses de meados do século XVI até 1999, quando a China recuperou sua soberania territorial. A principal rua do centro histórico de Macau e os edifícios residenciais, civis e religiosos de estilo português e chinês são um testemunho excepcional do encontro entre as tendências estéticas, culturais, arquitetônicas e tecnológicas do Oriente e do Ocidente. O local também compreende uma fortaleza e o farol mais antigo de toda a China. O site mantém testemunhos de uma das mais antigas e duradouras reuniões entre a China e o Ocidente, promovida pelo florescimento dinâmico do comércio internacional. (UNESCO/BPI) |                           |

| | Santuários do Panda-gigante em Sujuão |
| Bem cultural inscrito em 2006. |                                       |
| Localização: Sichuan |                                       |
| Os santuários panda gigantes de Sichuan abrigam mais de 30% da população mundial de pandas gigantes, uma espécie em extinção. Eles abrangem uma área de 924.500 hectares e compreendem sete reservas naturais e nove parques paisagísticos, localizados nas cadeias montanhosas de Qionglai e Jiajin. Eles constituem a maior área de habitat adjacente desta espécie, que é uma relíquia da fauna paleotropical da Era Terciária. Eles também são o mais importante berçário de pandas gigantes para criar populações em cativeiro desta espécie ameaçada. Os santuários também abrigam algumas espécies ameaçadas em todo o mundo, como o panda anão, o leopardo-da-neve e a pantera nebulosa. No que diz respeito à flora, esta região é um dos locais mais botânicos do mundo, excluindo florestas tropicais, já que o número de espécies vegetais varia de 5.000 a 6.000, pertencentes a mais de 1.000 gêneros. (UNESCO/BPI) |                                       |

| | Yin Xu |
| Bem cultural inscrito em 2006. |        |
| Localização: Henan |        |
| O Sítio Arqueológico Yin Xu, localizado perto da cidade de Anyang, cerca de 500 km ao sul de Pequim, contém os remanescentes de uma antiga capital das consequências da dinastia Shang (1300-1046 a.C.). Yin Xu é um testemunho do auge alcançado pela cultura, artesanato e ciências da China antiga em um período de grande Prosperidade da Idade do Bronze. Durante as escavações, algumas tumbas prototípicas e palácios da arquitetura chinesa de tempos posteriores foram desenterrados. O local compreende o Palácio e a área dos templos ancestrais reais, onde mais de 80 fundações de construção foram encontradas e a Tumba de Fu Hao, que é a única tumba encontrada intacta, até agora, de um membro da família de um dos monarcas da dinastia Shang. A abundância e magnífica conta dos objetos funerários encontrados atestam o grau de avanço alcançado pela indústria artesanal na Época do Shang. As inscrições nos restos mortais encontrados em Yin Xu, usado para oráculos, trazem um testemunho inestimável para um dos sistemas de escrita mais antigos do mundo, bem como as crenças e sistemas sociais da época. (UNESCO/BPI) |        |

| | Diaolou e aldeias de Kaiping |
| Bem cultural inscrito em 2007. |                              |
| Localização: Guangdong |                              |
| Os "diaolou" são casas fortificadas de vários andares construídas nas aldeias da região de Kaiping. Eles são um exemplo de uma fusão complexa e brilhante das formas estruturais e decorativas da China com as do Ocidente. Eles são um expoente do importante papel desempenhado pelos emigrantes de Kaiping no desenvolvimento de vários países do sul da Ásia, Australasia e América do Norte no final do século XIX e início do XX. Há quatro conjuntos de "diaolou" e a Lista do Patrimônio Mundial inscreveu os vinte mais representativos. Os edifícios são de três tipos: torres comunitárias, construídas em conjunto por várias famílias e usadas como abrigos temporários; torres residenciais, construídas por famílias ricas e usadas como habitações fortificadas; e torres de vigia. Construídas com pedra, adobe, tijolo ou concreto, essas construções são resultado de uma complexa fusão do estilo arquitetônico chinês e ocidental. O "diaolou", que harmoniza perfeitamente com a paisagem circundante, é uma prova do florescente período final de uma tradição arquitetônica local que surgiu na época dos Mings em reação ao banditismo predominante na região. (UNESCO/BPI) |                              |

| | Carste do Sul da China |
| Bem cultural inscrito em 2007; estendido em 2014. |                        |
| Localização: Guangxi / Yunnan / Guizhou |                        |
| A região carste do sul da China ocupa uma área de 500.000 km2 e se estende principalmente pelas províncias de Yunán, Guizhu e Guangxi. É um dos exemplos mais espetaculares de paisagens karst em condições climáticas de umidade tropical e subtropical. As "florestas de pedra" de Shilin são consideradas um fenômeno natural extraordinário e uma referência geológica mundial. Sua variedade de formações de pináculo é superior à de qualquer outra paisagem karst e também é maior sua diversidade de formas e cores. As formações carstícas do Libo, na forma de cones e torres, também são consideradas referência mundial no assunto e oferecem uma paisagem de grande beleza, única em seu tipo. Wulong Karst foi inscrito na Lista do Patrimônio Mundial por suas dolinas gigantes, pontes naturais e grutas. (UNESCO/BPI) |                        |

| | Tulou de Fuquiém |
| Bem cultural inscrito em 2008. |                  |
| Localização: Fujian |                  |
| O local compreende 46 casas de terra construídas entre os séculos XII e XX ao longo de um eixo de 120 km, nas terras do interior do Estreito de Taiwan, a sudoeste da província de Fujian. Construídas em meio a arrozeiras e plantações de tabaco e chá, essas casas de terra de vários andares, chamadas tulou, poderiam acomodar até 800 pessoas. Sua construção, para fins defensivos, foi feita de acordo com um layout circular ou quadrado em torno de um pátio central com uma única entrada e com pouquíssimos vãos na fachada externa. Eles serviram de moradia para todos os membros da mesma e constituíram aldeias inteiras, que costumavam ser chamadas de "pequenos reinos familiares" ou "cidades pequenas prósperas". Suas paredes de adobe altas cobertas por telhados de grandes beirais são características. Os edifícios mais elaborados datam dos séculos XVII e XVIII. Os prédios foram divididos verticalmente entre várias famílias, cada uma com dois ou três quartos por andar. O interior de cada tulou, ao contrário de sua fachada austera, foi projetado para tornar a vida de seus habitantes confortável e muitas vezes possuía ornamentações ricas. Esses edifícios estão inscritos na Lista do Patrimônio Mundial pelas dimensões excepcionais, técnicas e funções tradicionais de construção. São um exemplo único de assentamentos humanos baseados na vida comunitária e em uma organização defensiva, em harmonia com o ambiente circundante. (UNESCO/BPI) |                  |

| | Parque Nacional do Monte Sanqingshan |
| Bem cultural inscrito em 2008. |                                      |
| Localização: Jiangxi |                                      |
| Este local abrange uma área de 22.950 hectares e está localizado no extremo oeste da cordilheira huaiyu, a nordeste da província de Jiangxi, localizada na parte oriental da China central. Foi inscrito na Lista do Patrimônio Mundial pela excepcional qualidade estética de sua paisagem, na qual se destacam 48 picos e 89 pilares graníticos, muitos dos quais se assemelham a silhuetas de humanos e animais. A beleza natural do Monte Sanqingshan, culminando com 1.817 metros de altura, é reforçada por essas formações graníticas, vegetação e condições climáticas particulares, criando uma paisagem fascinante e perpetuamente mutáveis, com nuvens aureoladas de luz brilhante e arco-íris lunares. Submetido às influências do clima marinho e das monções subtropicais, este local é uma ilhota arborizada temperada que sobe em meio à paisagem circundante. O parque também compreende florestas, lagos, nascentes e cachoeiras que às vezes chegam a 60 metros de altura. (UNESCO/BPI) |                                      |

| | Monte Wutai |
| Bem cultural inscrito em 2009. |             |
| Localização: Shanxi |             |
| O Monte Wutai é um cume sagrado do budismo com cinco platôs planos. A paisagem cultural inscrita na Lista compreende 53 mosteiros, bem como o grande salão do Templo foguang voltado para o leste, que é o edifício de madeira mais importante dos subsistidos da dinastia Tang da época. Este prédio tem esculturas de argila em tamanho real. A paisagem cultural também abrange o Templo de Shuxiang que remonta à Dinastia Ming e apresenta um grande conjunto de 500 figuras escultóricas "suspensas" retratando cenas budistas tecidas em imagens tridimensionais de montanhas e água. Juntos, os edifícios deste local são um verdadeiro catálogo do desenvolvimento da arquitetura budista e sua influência na construção de edifícios palacianos na China ao longo de mais de um milênio. O Monte Wutai, que em chinês literalmente significa "a montanha dos cinco terraços", é o pico mais alto do norte da China. Sua morfologia é notável e é caracterizada por suas encostas cortadas ao pico e seus cinco cumes de forma arredondada e sem árvores. A construção de templos neste local se estendeu do século I ao início do XX. (UNESCO/BPI) |             |

| | Danxia |
| Bem cultural inscrito em 2010. |        |
| Localização: Cantão |        |
| Danxia ("nuvens cor-de-rosa") é o nome dado na China a paisagens desenvolvidas em camadas sedimentares terrestres vermelhas continentais influenciadas por forças endógenas (como elevação) e forças exógenas (como desgaste e erosão). O local inscrito compreende seis áreas localizadas na área subtropical do sudoeste da China. Caracteriza-se por seus espetaculares faraós vermelhos e toda uma gama de relevos esculpidos pela erosão, em particular pilares naturais espetaculares, ravinas, vales e cachoeiras. A dureza da paisagem contribuiu para a conservação de florestas subtropicais latifólios semisserpentes que abrigam inúmeras espécies de flora e fauna, 400 delas consideradas raras ou ameaçadas. (UNESCO/BPI) |        |

| | Monumentos Históricos de Dengfeng no "Centro do Céu e da Terra" |
| Bem cultural inscrito em 2010. |                                                                 |
| Localização: Henan |                                                                 |
| Na província de Henan, perto da cidade de Dengfeng, o Monte Songshang, considerado o mais sagrado da China, tem 1.500 metros de altura. A seus pés estão espalhados por uma área de 40 km2, oito conjuntos de edifícios que compreendem: os três portões que Han, vestígios dos edifícios religiosos mais antigos do estado chinês; vários templos; Plataforma do relógio solar de Zhougong; e o Observatório Dengfeng. Esses edifícios, construídos ao longo de nove dinastias, expressam de diferentes maneiras a percepção do centro do céu e da terra, bem como o poder da montanha como um centro de devoção religiosa. Os monumentos históricos de Dengfeng são alguns dos melhores exemplos de edifícios antigos dedicados a atividades rituais, científicas, tecnológicas e educacionais. (UNESCO/BPI) |                                                                 |

| | Paisagem Cultural do Lago do Oeste de Hangzhou |
| Bem cultural inscrito em 2011. |                                                |
| Localização: Zhejiang |                                                |
| O Lago Oeste de Hangzhou, que compreende o lago e as colinas ao redor de suas margens, inspirou poetas, pensadores e artistas famosos desde o século IX. Abriga inúmeros templos, pagodes, pavilhões, jardins, árvores ornamentais, além de um viaduto e ilhas artificiais. Esses elementos melhoraram a paisagem a oeste da cidade de Hangzhou ao sul do rio Yantsé. O Lago Oeste influenciou o design do jardim no resto da China, bem como no Japão e na Coreia por séculos e mostra um testemunho excepcional da tradição cultural da paisagem criando uma série de pontos de vista que refletem a fusão idealizada entre o homem e a natureza. (UNESCO/BPI) |                                                |

| | Sítio de Xanadú |
| Bem cultural inscrito em 2012. |                 |
| Localização: Mongólia Interior |                 |
| Localizado ao norte da Grande Muralha da China, este local abrange uma área de mais de 25.000 hectares e contém os remanescentes da lendária capital de Kublai Khan, planejada em 1256 por Liu Bingzhdong, um conselheiro chinês deste soberano mongol. Este local é um testemunho excepcional da tentativa de mergle a cultura nômade dos mongóis e da cultura chinesa. Xanadu foi a base da qual Kublai Khan estabeleceu a dinastia Yuan, que reinou na China por quase um século e estendeu suas fronteiras por toda a Ásia. Foi também a cena do diálogo religioso que resultou na disseminação do budismo tibetano no nordeste do continente asiático. Essa tradição religiosa e cultural ainda está viva em muitos lugares. O sítio Xanadu foi projetado de acordo com os princípios geomanéticos tradicionais do feng shui, levando em conta sua situação em relação ao rio e montanhas próximas. No local estão os restos mortais da capital do soberano mongol, que incluem palácios, túmulos, campos nômades, o canal da gangue tiefan e outras obras hidráulicas. (UNESCO/BPI) |                 |

| | Sítio Fossilífero de Chengjiang |
| Bem cultural inscrito em 2012. |                                 |
| Localização: Iunã |                                 |
| Localizado em uma área de colinas na província de Yunnan, este local de 512 hectares é um arquivo fóssil completo de um conjunto de espécies marinhas do Cambriano Inferior. A biota do local, excepcionalmente preservada, mostra a anatomia dos tecidos duros e moles de uma grande variedade de organismos, tanto vertebrados quanto invertebrados. O local é uma prova do estabelecimento remoto de um complexo ecossistema marinho. Ele encontrou 16 porifers de linha, uma série de grupos enigmáticos e cerca de 196 espécies que são um testemunho excepcional da rápida diversificação da vida na Terra cerca de 530 milhões de anos atrás, quando quase todos os principais grupos animais de hoje começaram a aparecer. O local oferece um panorama paleobiológico de grande importância para a pesquisa científica. (UNESCO/BPI) |                                 |

| | Rota da Seda: Rede viária da Rota do Corredor Chang'an-Tianshan |
| Bem cultural inscrito em 2014. |                                                                 |
| Localização: Shaanxi |                                                                 |
| Este bem é compartilhado com Cazaquistão e Quirguistão. |                                                                 |
| Este local cobre um trecho de 5.000 quilômetros da grande Rede da Rota da Seda de Chang'an/Luoyang, a principal capital da China durante o reinado das dinastias Han e Tang, até a região de Zhetysu, na Ásia Central. A rota Tian-shan, que foi criada entre os séculos II e I d.C., foi usada até o século XVI e serviu para estabelecer um nexo entre inúmeras civilizações e promover intercâmbios de práticas comerciais, crenças religiosas, conhecimento científico, inovações técnicas, usos culturais e expressões artísticas. Os 33 componentes do local incluem capitais, complexos palatinos de vários impérios e canatos, assentamentos mercantes, templos trogloditas budistas, trilhas antigas, postais, degraus entre montanhas, torres de batalha, trechos da Grande Muralha, fortificações, túmulos e edifícios religiosos. (UNESCO/BPI) |                                                                 |

| | Grande Canal da China |
| Bem cultural inscrito em 19. |                       |
| Localização: Pequim / Tianjin / Hebei / Xantum / Jiangsu / Zhejiang / Anhui / Honã |                       |
| É um vasto sistema de condução de água que percorre as planícies norte e central do leste da China seguindo um caminho norte-sul, de Pequim à província sul de Zhejiang. Foi construída por sucessivos segmentos do século V a.C. e sob o reinado da dinastia Sui, no século VII d.C., foi planejado transformá-lo em um meio unificado de comunicação e transporte para todo o Império. Isso levou à realização de obras gigantescas que fizeram do Grande Canal o maior e mais extenso trabalho de engenharia do mundo, antes do advento da Revolução Industrial. Uma verdadeira espinha dorsal do sistema interno de comunicação e transporte do Império, o canal facilitou não só a circulação de cereais e matérias-primas de grande importância, mas também o fornecimento de estoques de arroz. No século XIII, já consistia em uma rede de hidrovias feitas pelo homem de mais de 2.000 quilômetros de comprimento ligando as cinco bacias hidrográficas mais importantes da China. O Grande Canal tem desempenhado um papel importante na promoção da prosperidade econômica e da estabilidade do país e permanece, hoje, um dos meios mais importantes de comunicação e transporte no interior da China. (UNESCO/BPI) |                       |

| | Paisagem cultural das antigas florestas de chá da Montanha Jingmai em Pu'er |
| Bem cultural inscrito em 2023. |                                                                             |
| Localização: Iunã |                                                                             |
| Localizada na Montanha Jingmai no sudoeste da China, esta paisagem cultural foi desenvolvida ao longo de milênios pelos povos Blang e Dai seguindo práticas que tiveram início no século X. A propriedade é uma área de produção de chá que consiste em vilarejos tradicionais com bosques antigos de chá cercados por florestas e plantações. O tradicional cultivo sub-bosque é um método que corresponde às condições específicas do ecossistema montanhoso e subtropical de monção combinado com o sistema de administração mantido pelas comunidades indígenas locais. As cerimônias e festividades tradicionais relacionadas ao chá ancestral creem que espíritos vivem nas plantações de chá e na fauna e flora local, uma crença que é o centro desta tradição cultural. (UNESCO/BPI) |                                                                             |

| Deserto de Badain Jaran | Deserto de Badain Jaran: Torres de areia e lagos |
| Deserto de Badain Jaran | Bem natural inscrito em 2024. |
| Deserto de Badain Jaran | Localização: Maxonalândia Ocidental |
| Deserto de Badain Jaran | Localizado no Planalto de Alaxã na região de deserto árido e temperado do noroeste da China, o deserto de Badain Jaran é um ponto de encontro de três regiões arenosas da China e o terceiro maior deserto e o segundo maior deserto de areia movediça do país. A propriedade se distingue pela alta densidade de suas megadunas e seus lagos interdunares. Apresenta elementos geológicos e geomórficos espetaculares de paisagens desérticas e acidentes geográficos que podem ser incomparáveis. Destacam-se, entre outros, a megaduna de areia estabilizada mais alta do mundo (460 metros de relevo relativo), a maior concentração de lagos interdunares e a maior extensão das chamadas "areias cantoras" (que descrevem a ressonância causada, por exemplo, pelo vento ao mover areia seca e solta) e acidentes geográficos causados pela erosão e pelo vento. A variedade da paisagem também se traduz em uma grande diversidade de habitats e, portanto, de biodiversidade. (UNESCO/BPI) |

| O portão Yongdingmen, em primeiro plano, e o Eixo Central de Beijing. | Eixo Central de Beijing: um conjunto de edifícios que representa a ordem ideal da capital chinesa |
| O portão Yongdingmen, em primeiro plano, e o Eixo Central de Beijing. | Bem cultural inscrito em 2024. |
| O portão Yongdingmen, em primeiro plano, e o Eixo Central de Beijing. | Localização: Beijing |
| O portão Yongdingmen, em primeiro plano, e o Eixo Central de Beijing. | Correndo do norte ao sul através do coração da Pequim histórica, o Eixo Central consiste em antigos palácios e jardins imperiais, estruturas de sacrifícios e edifícios públicos e cerimoniais. Juntos, eles carregam o testemunho da evolução da cidade e exibem evidências do sistema dinástico imperial e das tradições de planejamento urbano da China. A localização, traçado, padrão urbanístico, vias e formato demonstram a cidade capital ideal conforme prescrita no Kaogongji, um texto ancestral conhecido como "Livro de Artesanatos Diversos". A área, entre dois rios paralelos, têm sido habitada desde cerca de 3 mil anos, mas o Eixo Central em si originou-se durante a dinastia Yuan (1271–1368) que estabeleceu sua capital, Dadu, na região norte. A propriedade também abriga estruturas históricas tardias construídas durante a dinastia Ming (1368–1644) e aprimoradas durante a era Qing (1636–1912). (UNESCO/BPI) |

## Lista Indicativa
Em adição aos sítios inscritos na Lista do Patrimônio Mundial, os Estados-membros podem manter uma lista de sítios que pretendam nomear para a Lista de Patrimônio Mundial, sendo somente aceitas as candidaturas de locais que já constarem desta lista. Desde 2020, a China apresenta 61 locais na sua Lista Indicativa.
| Sítio                                                              | Imagem | Localização     | Ano  | Dados UNESCO                | Descrição |
| ------------------------------------------------------------------ | ------ | --------------- | ---- | --------------------------- | --- |
| Reserva natural do Porto de Dongzhai                               |        | Ainão           | 1996 | Natural                     | Situada no condado de Qiongshan, ilha de Ainão, província de Guangdong, a Reserva Natural do Porto de Dongzhai cobre uma área de 2.500 hectares com um litoral de de mais de 50 quilômetros. Com muitas enseadas e baías ao longo da costa, o Porto de Dongzhai foi formado por um forte terremoto no ano de 1605, sendo profundo e extenso com praias suaves e planas. |
| Reserva natural do Jacaré-da-china                                 |        | Anhui           | 1996 | Natural                     | O jacaré-da-china (Alligator sinensis), uma vida selvagem peculiar na China, está distribuído ao longo do curso inferior do rio Yangtzé. Com mais de 200 milhões de anos de história evolutiva, o Alligator sinensis é uma das duas únicas espécies desta família no mundo hoje, sendo a outra o Alligator mississippiensis no rio Mississippi, da América do Norte. |
| Reserva natural de Poyang                                          |        | Jiangxi         | 1996 | Natural                     | Situado no norte de Jiangxi, o Lago Poyang - maior lago de água doce da China - fica ao sul do curso médio e inferior do rio Changjiang. Estende-se por 170 km de norte a sul e 74 km em sua amplitude leste a oeste, cobrindo uma área total de cerca de 3.841 km². O lago é conhecido por seus vastos recursos hídricos, bem como fauna e flora abundantes. |
| A zona cênica do rio Lijiang em Guilin                             |        | Quancim         | 1996 | Natural                     | A Zona Cênica do Rio Lijiang em Guilin cobre uma vasta região pluvial no nordeste da Região Autônoma de Quancim da República Popular da China. A indicação cobre uma área de 2,000 km² de plantações, formações rochosas ancestrais e monumentos históricos relacionados à Dinastia Chin. |
| Yalong, Tibete                                                     |        | Sujuão          | 2001 | Misto                       | Cobrindo o vale do curso médio do rio Yaluzangbu, seus afluentes e alguns lagos no planalto tibetano, a região de Yalong é o berço da cultura, arte e sociedade tibetanas e abrange uma área de 1,350 km². É uma região de alto valor cultural e científico no planalto tibetano de Chingai. |
| Cenário panorâmico das Gargantas do Yangtzé                        |        | Hubei/Xunquim   | 2001 | Misto                       | As Gargantas do Yangtzé são um dos primeiros pontos turísticos nacionais importantes, estabelecidos em 1982. Esta série de desfiladeiros começa em Baidicheng no condado de Fengjie, Xunquim e terminam no Estreito de Nanquim, província de Hubei. Os próprios desfiladeiros possuem 193 quilômetros de comprimento e cobrem uma área de 1,208 km², incluindo o desfiladeiro de Wuxia, o desfiladeiro de Qutang, o desfiladeiro de Xiling e alguns vales largos entre esses desfiladeiros.                  |
| Cidade Antiga de Fenghuang                                         |        | Hunão           | 2008 | Cultural: (i)(ii)(iii)(iv)  | A cidade de Fenghuang está localizada no sudoeste da província de Hunão, na fronteira com os condados de Luxi e Mayang e servindo como o portal estratégico que liga as províncias de Hunão e Guizhou. A origem da cidade está ligada a uma expedição realizada por Tian Yangming, neto de Tian Zongxian, em 660 d.C. durante o reinado do Imperador Gaozong. A região possui um exemplar singular da arquitetura de cidades pluviais, com destaque para residências construídas entre o rio e as montanhas. |
| Sítios arqueológicos de Yue do Sul                                 |        | Chequião/Cantão | 2008 | Cultural: (ii)(iii)         | Os sítios arqueológicos do Estado de Yue do Sul (incluindo o palácio, o túmulo real e a ponte de madeira) representam uma grande área de alto interesse histórico na província de Cantão. Yue do Sul foi um reino vassalo fundado no sul da China durante os primeiros anos da Dinastia Han. Seu estabelecimento acelerou o processo de desenvolvimento militar e social da região, possibilitando o surgindo da sociedade feudal chinesa.                                                                   |
| Costa do Golfo de Bohai e o Mar Amarelo                            |        | Liaoningue      | 2017 | Natural: (vii)(viii)(ix)(x) | A costa do Golfo de Bohai e do Mar Amarelo se estendem desde o estuário do rio Yalu, ao norte, ao estuário do rio Yangtzé, ao sul. Ao longo da faixa costeira distribuem-se habitats naturais como deltas, bancos de areia, lodaçais, costões rochosos, ilhas, sapais e cordilheiras de conchas além de paisagens culturais como salinas, viveiros de peixes e arrozais. |
| Deserto de Badain Jaran - Torres de areia e lagos                  |        | Gansu/Ninxiá    | 2019 | Natural: (vii)(viii)        | O deserto de Badain Jaran - o segundo maior deserto da China - está localizado no planalto de Alashan, na região desértica árida e temperada do noroeste do país. A propriedade indicada ao Patrimônio Mundial se situa na porção central do deserto, apresentando características eólicas desérticas únicas da área de distribuição mais concentrada de megadunas e bacias lacustres interdunares, constituindo um patrimônio natural de valores insubstituíveis.                                           |
| Área Cênica de Huangguoshu                                         |        | Guizhou         | 2019 | Misto: (v)(vii)(viii)       | O planalto de Yunnan-Guizhou está localizado no sul da China e integra região da bacia hidrográfica no planalto cárstico que se eleva entre a Bacia de Sichuan e o planalto de Guangxi. No Período Terciário, a intensa atividade neotectônica do Himalaia aliada às fortes erosões que formaram os rios Yangtzé e das Pérolas deu origem à estrutura de relevo planalto-desfiladeiro, que muitas vezes se distingue pelo ciclo de erosão geomorfológico desta região.                                       |
| Floresta tropical de Hainan e os assentamentos tradicionais dos Li |        | Ainão           | 2022 | Misto: (iii)(v)(x)          | A propriedade indicada da Floresta Tropical de Ainão e dos assentamentos tradicionais do grupo étnico Li se localiza na parte centro-sul da Ilha de Ainão, sendo um santuário para inúmeras espécies endêmicas e ameaçadas globalmente, bem como o principal local habitado pela etnia Li há gerações. O local prova uma relação harmoniosa entre o homem e a natureza, adaptada às condições naturais locais especiais.                                                                                     |

## Localização dos sítios
1. Monte Tai
2. Sítio do Homem de Pequim em Zhoukoudian
3. Mausoléu do Primeiro Imperador Qin
4. A Grande Muralha da China
5. Grutas de Mogao
6. Palácios Imperiais das Dinastias Ming e Qing em Pequim e Shenyang
7. Montanhas Huangshan
8. Região de Interesse Panorâmico e Histórico de Huanglong
9. Região de Interesse Panorâmico e Histórico de Jiuzhaigou
10. Região de Interesse Paisagístico e Histórico de Wulingyuan
11. Residência de Montanha e Templos Vizinhos em Chengde
12. Conjunto de Edificações Antigas nas Montanhas Wudang
13. Conjunto Histórico do Palácio de Potala em Lassa
14. Templo e Cemitério de Confúcio e Mansão da Família Kong em Qufu
15. Parque Nacional de Lu Shan